# Apogon semilineatus
 Apogon semilineatus és una espècie de peix de la família dels apogònids i de l'ordre dels perciformes.

## Morfologia
Els mascles poden assolir els 12 cm de longitud total.

## Distribució geogràfica
Es troba des de Honshu (Japó) fins a Taiwan i les Filipines. També a Indonèsia i al nord-oest d'Austràlia.